# Norvellina recepta
Norvellina recepta är en insektsart som beskrevs av Kramer och Delong 1969. Norvellina recepta ingår i släktet Norvellina och familjen dvärgstritar. Inga underarter finns listade i Catalogue of Life.